# Kropotkin (Oblast' di Irkutsk)
Kropotkin (in russo Кропоткин?) è un insediamento di tipo urbano della Russia, situato nell'altopiano del Patom.
Il paese fino al 1930 si chiamava Tichono-Zadonskij (dal nome dell'omonimo santo), l'odierno toponimo invece è in onore del filosofo Pëtr Alekseevič Kropotkin.